# Ottilia Kovács
Dans le nom hongrois Kovács Ottilia, le nom de famille précède le prénom, mais cet article utilise l’ordre habituel en français Ottilia Kovács, où le prénom précède le nom.
Ottilia Kovács est une actrice hongroise.

## Filmographie
- 1982 : Guernica
- 1984 : István, a király
- 1988 : A másik ember
- 2014 : "Mert hét életem van, ebből öt ment el..."[1] (documentaire)

## Télévision
- 1991 : Julianus barát[2], série sur Frère Julien